# Jonjo Shelvey
Jonjo Shelvey (Romford, 27 de fevereiro de 1992) é um futebolista inglês que atua como meio-campo. Atualmente está sem clube.

## Carreira em clubes
Considerado a maior revelação inglesa dos últimos anos, Shelvey apareceu para o futebol nas categorias de base do Charlton Athletic, principalmente, durante a temporada 2007-08, quando marcou catorze vezes em 23 partidas nos campeonatos de base - incluindo nove gols durante a disputada da prestigiada FA Youth Cup. Suas atuações na equipe reserva do Charlton também renderam elogios, tendo realizado sua estreia contra o Coventry City. Pouco tempo depois, realizava sua estreia na equipe principal, na partida contra o Barnsley, tornando-se o jogador mais jovem a estrear pelo Charlton, quando tinha dezesseis anos e 59 dias, batendo o recorde de Paul Konchesky, e, apesar da derrota (3 a 0), foi muito elogiado.

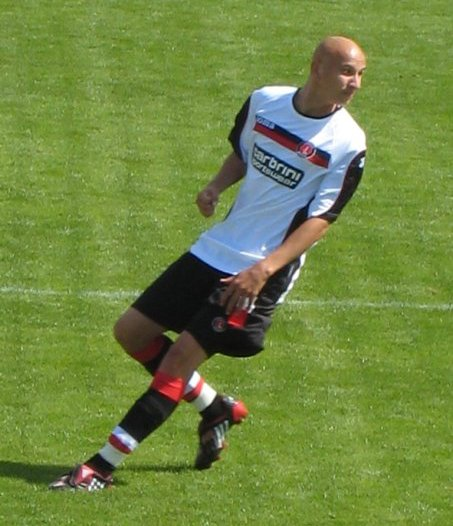
Jonjo Shelvey no Charlton Athletic

Em 3 de janeiro de 2009, Shelvey também se tornou o mais jovem a marcar um gol com a camisa do clube, na partida contra o Norwich City, pela Copa da Inglaterra, 55 dias antes de completar dezessete anos, quebrando o recorde anterior de Peter Reeves, que havia marcado com dezessete anos e cem dias contra o mesmo Norwich, mas 43 anos antes. Apesar do interesse de vários clubes da Premier League, Shelvey assinou seu primeiro contrato profissional quando completou dezessete anos, e, poucos meses depois, estendeu até 2012.

### Liverpool
Mesmo tendo mais dois anos de contrato com o Charlton e recebido propostas (recusadas) de Chelsea, Arsenal e Tottenham Hotspur, o presidente do clube acabou liberando Shelvey para realizar exames no Liverpool, e, foi contrato em 28 de abril de 2010, tendo o clube pagado um valor inicial de dois milhões euros, que pode aumentar de acordo com cláusulas de desempenho.
Foi emprestado em 30 de setembro de 2011 ao Blackpool, retornando dois meses depois, por conta de uma lesão do brasileiro Lucas Leiva. Ao todo, disputou dez partidas, marcando seis gols.
Deixou o clube em 3 de julho de 2013, assinando um contrato de quatro anos com o Swansea City. O Liverpool recebeu cinco milhões pela transferência. Na estréia pelo clube galês marcou um gol contra seu ex-clube Liverpool FC logo aos 2 min. de partida. Entretanto, logo após o lance do gol, atrasou uma bola de forma errada que resultou no gol adversário. Ainda no primeiro tempo do jogo, repetiu o lance, e em mais uma recuada deficiente, o gol do time de Liverpool aconteceu.

### Newcastle United
No dia 12 de janeiro de 2016, Jonjo Shelvey assinou por 5 anos com o Newcastle United, numa transferência que custou £ 12 milhões.

## Seleção Inglesa
Se destacando nas categorias de base do Charlton, acabou recebendo sua primeira convocação para as categorias de base da Inglaterra. A primeira aconteceu para a sub-16, quando particiou como capitão na conquista do Victory Shield, marcando três vezes em três partidas. Pouco tempo depois, ele também foi destaque na conquista do torneio de Montaigu, que a Inglaterra não conquistava fazia sete anos, iniciando todas as quatro partidas e marcando um gol de pênalti na final contra a França. Antes mesmo de completar dezessete anos, estreou na sub-17, em outubro de 2008, marcando uma vez na vitória por 7 a 0 sobre a Estônia.

## Títulos
Newcastle
- Campeonato Inglês - 2ª Divisão: 2016–17

### Prêmios individuais
- Equipe do Ano PFA da Sky Bet Championship: 2016–17[12]